# 严州 (浙江)
严州，中國唐朝设置的州。

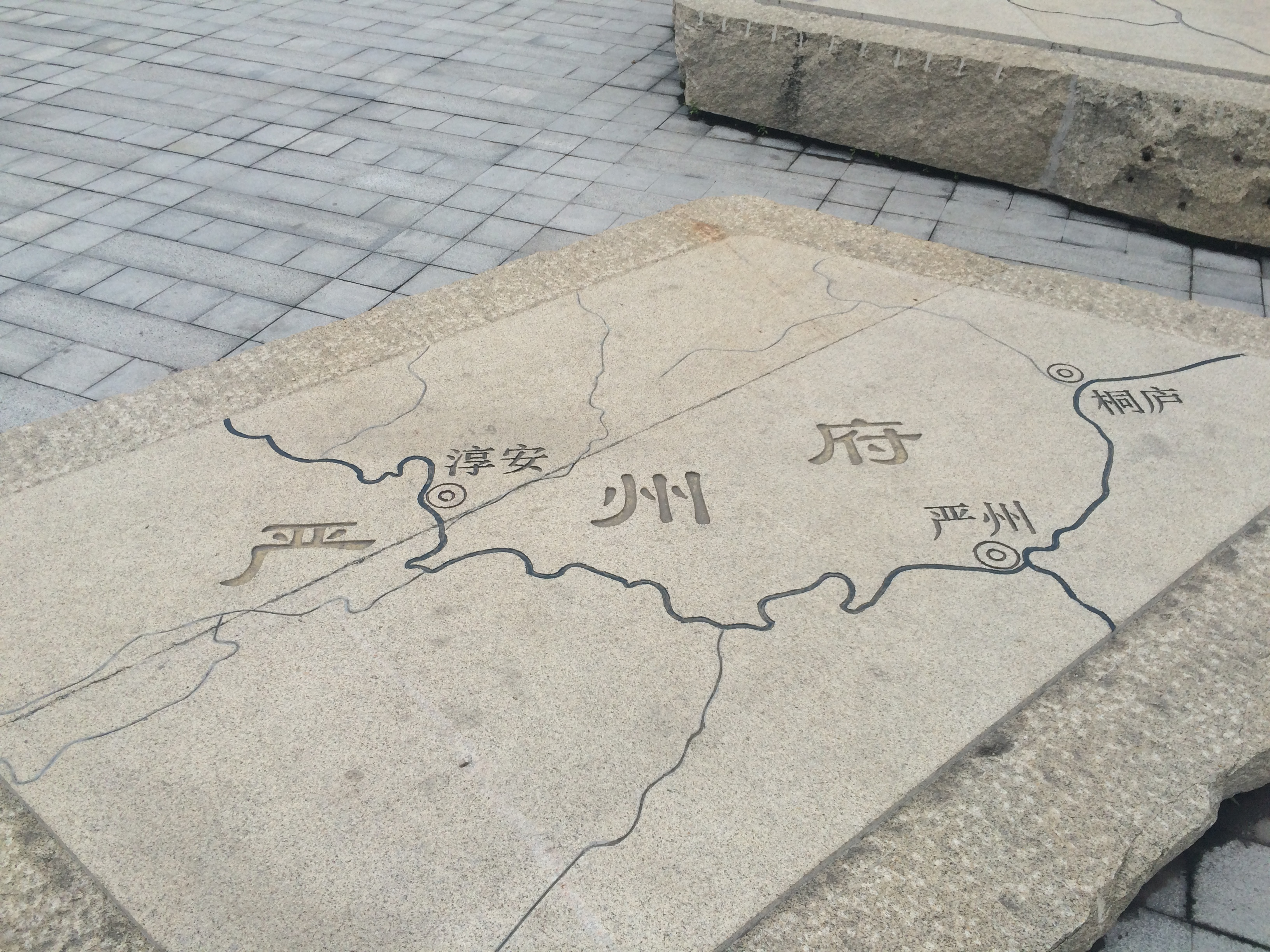
南宋时期严州的大致范围，拍摄于杭州南宋《地经》公园

武德四年（621年）以桐庐县、分水县、建德县置严州，治所在今建德市梅城镇。武德七年（624年）废严州，以桐庐县属睦州。同年，分水县省入桐庐县，建德县省入桐庐县、雉山县。北宋末年，平定方腊起義后，于宣和三年（1121年），奉敕改睦州为严州。南宋咸淳元年（1265年），升为建德府。